# Brug bij Beringen
De brug bij Beringen (BR25) is een liggerbrug over het Albertkanaal in de Belgische gemeente Beringen. De brug maakt deel uit van de gewestweg N29.
De brug wordt in 2020-2021 vervangen door een nieuwe hogere en langere stalen boogbrug. Deze nieuwe brug wordt een 50-tal meter meer stroomopwaarts ten opzichte van de oude brug geplaatst. 

## Eerste bruggen
De eerste bruggen lagen tussen de Brugstraat en Commelo. Dit is ook duidelijk te zien aan de as-verschuiving die de N29 maakt ter hoogte van het kruispunt met Commelo.

## Nieuwe boogbrug
Omdat de doorvaarthoogte en de breedte onder de oude bruggen van het Albertkanaal een bottleneck vormen voor de binnenscheepvaart en hierdoor de capaciteit niet verder kan oplopen, heeft men beslist om alle bruggen over het kanaal te verhogen tot een vrije doorvaarthoogte van 9,10 meter. Verder wordt onder alle bruggen het kanaal verbreed. Dit maakt het mogelijk om binnenschepen met vier lagen containers veilig en vlot te laten varen.
Omdat de aansluiting van de N29 met de N72 in Beringen vaak voor verkeersopstoppingen zorgde, werd er beslist om dit kruispunt meer naar het zuiden te verplaatsen en volledig opnieuw in te richten. Hierbij was het nodig om een nieuwe, lange brug schuin over het kanaal te leggen, om zo de N29 het Albertkanaal te laten overbruggen. Aangezien de brug van Beringen de enige nieuwe boogbrug is die niet loodrecht over het kanaal ligt, wordt het de langste boogbrug over het Albertkanaal.
Op zondag 7 maart 2021 werd de nieuwe stalen boogbrug, die de maanden daarvoor op de rechteroever was opgebouwd, onder veel publieke belangstelling (ondanks de coronapandemie) op zijn definitieve plaats ingevaren. De draagkracht van de brug werd op woensdag 1 september 2021 getest met behulp van twintig geladen vrachtwagens in verschillende opstellingen. De nieuwe brug werd op 3 september 2021 opengesteld voor het verkeer. In het weekend van 25 en 26 september werd de oude brug afgebroken.